# 第6工兵連隊 (ロシア陸軍)
第6工兵連隊（だい6こうへいれんたい、ロシア語：6-й инженерный полк）とは、ロシア陸軍の連隊である。第1親衛戦車軍を構成する部隊の一部である。ロストフ州に駐屯している。

## 歴史
- 2013年から2015年：創設[3]。
- 2022年：ウクライナ侵攻に参加[4]。侵攻中、連隊司令官ミハイル・ナガモフ大佐が戦死[2]。